# Four in the Afternoon
Four in the Afternoon ist ein Musikalbum von Tony Wren, Larry Stabbins, Howard Riley und Mark Sanders. Die am 11. Juli 2001 in einem Studio in London entstandenen Aufnahmen erschienen 2002 auf dem Label Emanem.

## Hintergrund
Dieses Quartett war eine Abkehr vom Quatuor Accorde, dem anderen Quartett, das der Bassist Tony Wren in den frühen 2000er-Jahren leitete. Während es sich bei diesem ausschließlich um Streichinstrumente handelt, hat Four in the Afternoon die Besetzung eines herkömmlichen Jazzquartetts – Saxophon, Klavier, Bass und Schlagzeug. Aber beide Gruppen spielen komplett improvisierte Musik. Obwohl es sich um ein neues Quartett handelte – die Aufnahmesession für dieses Album war erst ihr viertes Treffen – gab es zwischen seinen Mitgliedern Verbindungen, die Jahre zurückreichten: die von Wren und Larry Stabbins reichten bis in die 1970er-Jahre, die von Howard Riley und Stabbins ebenfalls bis in die 1970er, und die von Howard Riley und Mark Sanders bis in die 1980er-Jahre.
Mit den 2006 bzw. 2012 erschienenen Alben Four at St. Cyprians und St. Cyprians 2 setzten die Musiker ihre Zusammenarbeit fort.

## Titelliste
- Tony Wren/Larry Stabbins/Howard Riley/Mark Sanders: Four in the Afternoon (Emanem – 4067)[2]

1. A Soft Day 6:53
2. Game of Two Halves 17:06
3. Where Are the Snows... 10:16
4. Rough Crossing 13:22
5. Blue Dark 11:03
6. Embarassement Of Witches 7:41
7. Transcension 8:34

## Rezeption
Nach Ansicht von John Eyles, der das Album in All About Jazz rezensierte, würden Riley und Stabbins einzeln hervorstechen. Riley sei die ganze Zeit über in inspirierter Form, sein Spiel untermauere die Ensemblepassagen und seine Soli seien oft erstaunliche „Schnellfeuergewitter“ (und keine Überraschung für diejenigen, die mit Riley vertraut sind). Stabbins habe zwar eine lange Karriere hinter sich, sei aber möglicherweise das am wenigsten bekannte Mitglied dieses Quartetts, trotz seiner Zeit bei der Soul-Pop-Band Working Week. Wie dem auch sei, sein Spiel hier sei abwechslungsreich und auch wunderschön. Sein langsames, kontrolliertes Spiel auf dem Tenorsaxophon zu Beginn von „Blue Dark“ würde sehr atmosphärisch und sorgfältig strukturiert klingen. Insgesamt offenbare jedes Spiel dieser Musiker neue Details, die es zu bewundern und zu genießen gilt. Das könnte Musik sein, zu der man immer wieder zurückkehren möchte.